# فرهنگ در اندونزی

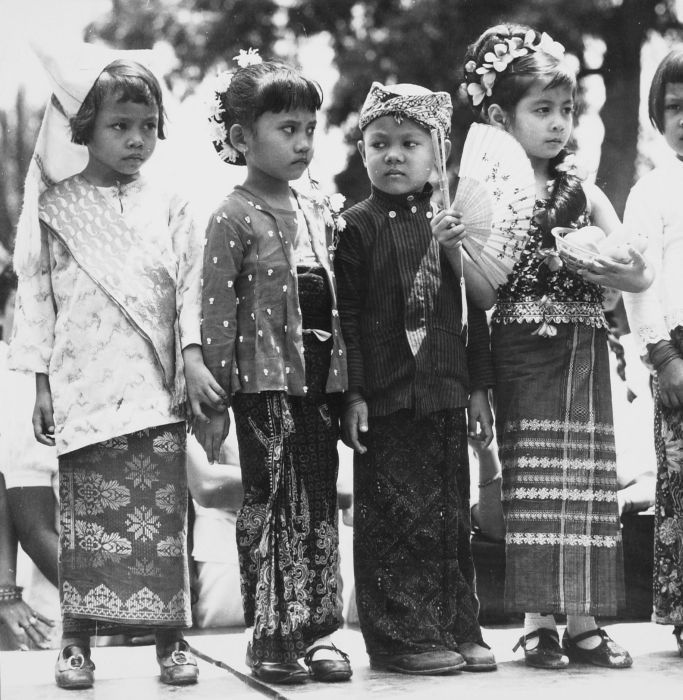
کودکان اندونزیایی با لباسهای مختلف سنتی

فرهنگ اندونزی با تعامل طولانی بین آداب و رسوم بومی اصلی و تأثیرات متعدد خارجی شکل گرفته‌است. اندونزی در طول مسیرهای تجاری باستانی بین خاور دور، آسیای جنوبی و خاور میانه واقع شده و در نتیجه تحت تأثیر بسیاری از مذاهب از جمله اسلام، هندوئیسم، بودیسم، کنفوسیوس و مسیحیت قرار گرفته‌است. شهرها عمده تجاری است و ترکیبی پیچیده فرهنگی است که بسیار متفاوت از فرهنگهای بومی اصلی است.
نمونه‌هایی از ادغام اسلام با هندوئیسم عبارتند از اعتقاد جوان آبانگان، ادغام هندوئیسم، بودایی و روح‌باوری در بودها، و همجوشی هندوئیسم و روح باوری در کاهارنگان. هنر، موسیقی و ورزش سنتی در قالب هنرهای رزمی به نام پنچاک سیلات ترکیب شده‌است.
جهان غرب بر فرهنگ اندونزی در علم، فناوری و سرگرمی‌های مدرن مانند نمایش‌های تلویزیونی، فیلم و موسیقی و همچنین سیستم و موضوعات سیاسی تأثیر داشته‌است. فرهنگ هند به ویژه در آهنگ‌ها و فیلم‌های اندونزی تأثیر گذاشته‌است. دانگدوت یک نوع آهنگ محبوب ریتمیک هندی است که اغلب با موسیقی عامیانه عربی و مالایی مخلوط می‌شود.
با وجود تأثیر فرهنگ خارجی، برخی از مناطق دور افتاده اندونزی هنوز فرهنگ بومی و منحصر به فردشان را حفظ کرده‌اند. گروه‌های قومی بومی منتاوی، عصمت، دانی، دایاک، تورجا و بسیاری دیگر هنوز در حال انجام مراسم قومی، آداب و رسوم و پوشیدن لباس‌های سنتی هستند.

## هنرهای نمایشی سنتی

### موسیقی

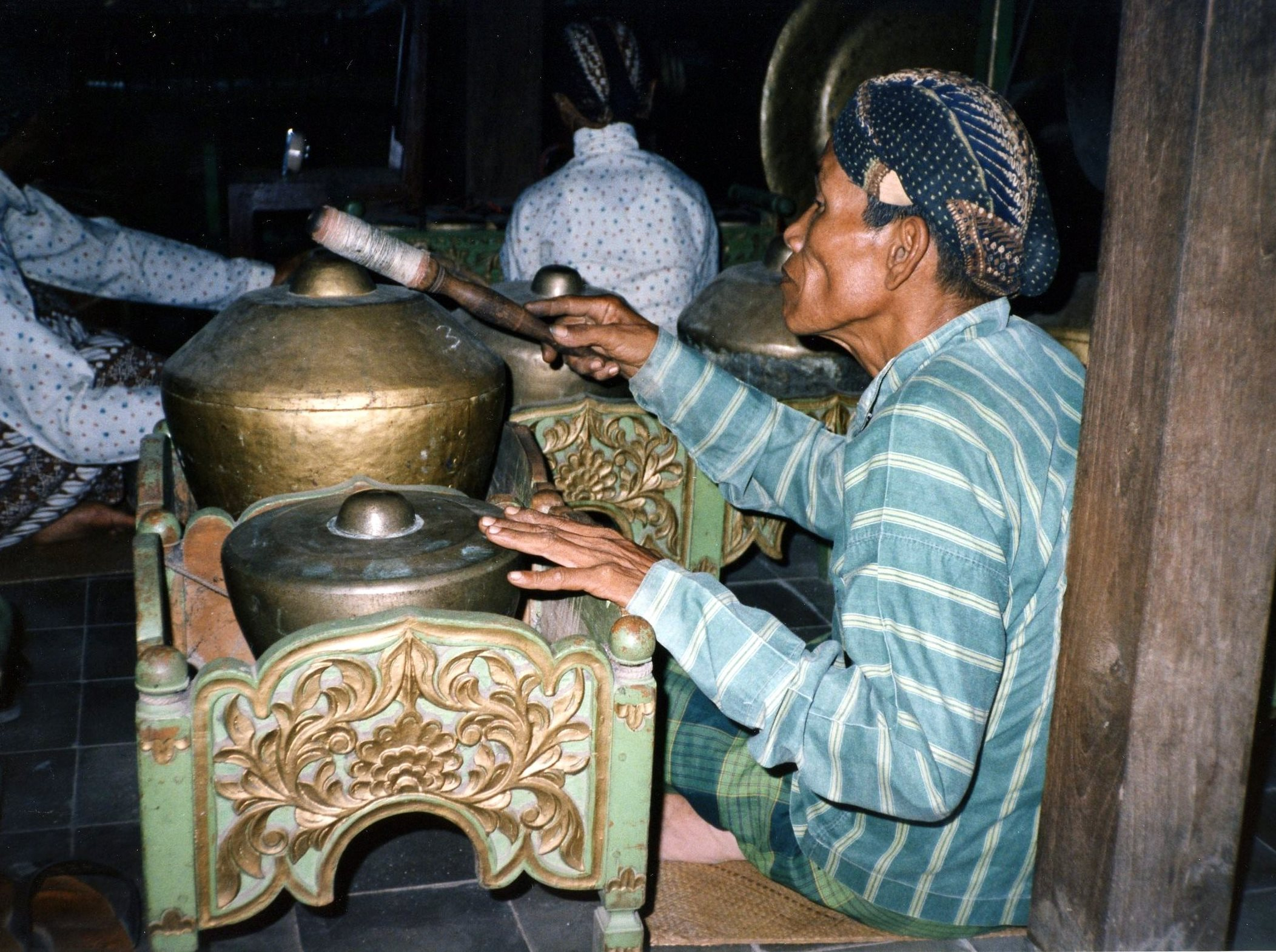
نوازنده گاملان، یوگیاکارتا

موسیقی در اندونزی انواع گوناگونی داد ولی معروف‌ترین آن موسیقی گاملان است که موسیقی سنتی دربارهای جاوه و بالی به‌شمار می‌آید. امروزه تمام سبک‌های موسیقی پاپ نیز به زبان ملی (اندونزیایی) یا به زبان محلی خوانده می‌شود. افزون بر این سبک‌های عامه‌پسندی مانند کرونتیونگ، دانگ‌دوت، کاپورساری و جایپونگان نیز رایجند.
در ۲۹ ژوئن ۱۹۶۵، کوسه پلاس، یک گروه پاپ شناخته شده اندونزیایی در دهه‌های ۱۹۶۰، ۱۹۷۰ و ۱۹۸۰، به دلیل نواختن موسیقی به سبک غربی در گلودوک، جاکارتا غربی زندانی شد. پس از استعفای رئیس‌جمهور سوکارنو، این قانون از بین رفت و در دهه ۱۹۷۰ زندان گلودوک برچیده شد و با یک مرکز خرید بزرگ جایگزین شد.

## زبان
زبان رسمی این کشور زبان اندونزیایی و واحد پول آن روپیه است. مردم این کشور متشکل از اقوام گوناگونی است که جاوه‌ای‌ها با حدود ۴۰ درصد بزرگ‌ترین قوم هستند و پس از آن‌ها سوندانی‌ها با ۱۵ درصد قرار دارند. جاوه‌ای‌ها بر امور سیاسی اندونزی چیرگی دارند.

## دین
۸۶٫۱ درصد از مردم اندونزی مسلمان هستند و اسلام توسط بازرگانان دریانورد مسلمان به این منطقه رسید. اندونزی در ۱۷ اوت ۱۹۴۵ از هلند استقلال یافت و استقلال آن در ۲۷ دسامبر ۱۹۴۹ به رسمیت شناخته شد.
حدود ۸۶ درصد از مردم اندونزی مسلمان و بقیه مسیحی، هندو یا بودایی هستند. فرقه اسلامی احمدیه در اندونزی حدود دویست هزار هوادار دارد.
اندونزی که پرجمعیت‌ترین کشور مسلمان جهان است همواره به داشتن سنت بردباری مذهبی افتخار می‌کرده و در قانون اساسی این کشور آزادی مذهبی تضمین شده‌است ولی در سال‌های اخیر این آزادی مذهبی مورد تهدید قرار گرفته‌است. امروزه قوانین این کشور تبلیغ افکار ناخداباورانه را جرم دانسته و برای کسانی که بخواهند مؤمنان مسلمان را با باورهای دیگری آشنا کنند تا پنج سال زندان پیش‌بینی کرده‌است. در اندونزی دین نقش مهمی در آموزش خصوصی دارد و در شرایطی که تعداد مدارس دولتی خوب بسیار اندک است غیر از مدارس دینی گزینه دیگری نیست.
آچه تنها استان اندونزی است که قوانین شریعت می‌تواند در آن اجرا شود. پارلمان محلی آچه در سال ۲۰۰۹ به تنبیه همجنسگرایان با ترکه چوب رأی داد، اما فرماندار آچه حاضر به اجرای این رأی و تبدیل آن به قانون نشده‌است.
در قانون مجازات «کفرگویی» که در سال ۱۹۶۵ در اندونزی به تصویب رسیده‌است هرگونه دگراندیشی از یکی از شش دین رسمی اندونزی ممنوع اعلام شده‌است. در سال ۱۳۸۷ خورشیدی نهادی اسلامی در اندونزی با صدور فتوایی نرمش‌های یوگا را ممنوع اعلام کرد.

## مراسم تابوت

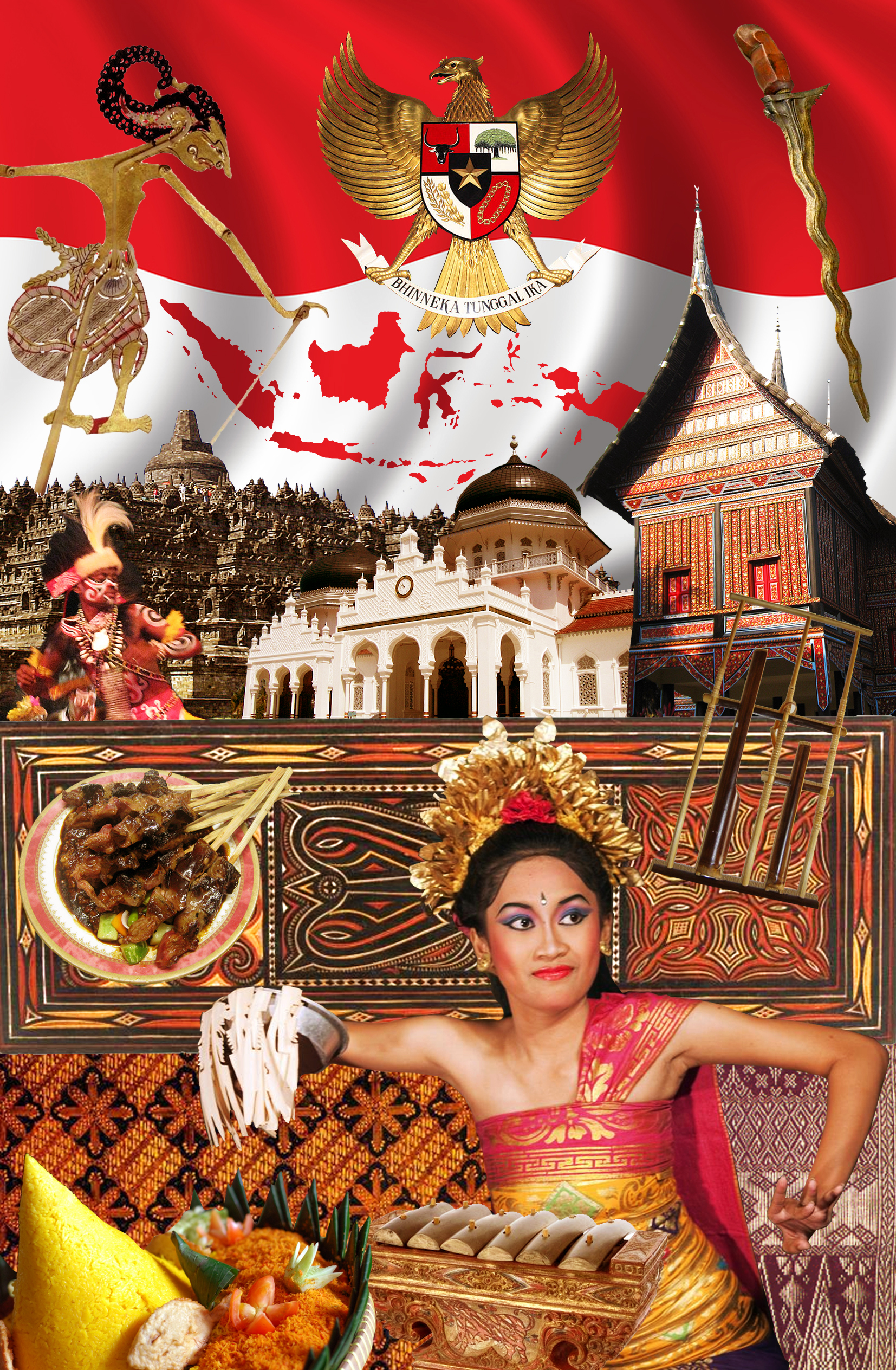
مراسم تابوت

تابوئیک یا تابوت یکی از اصلی‌ترین مراسم سنتی مربوط به ماه محرم در اندونزی است.
در مناطقی چون پاری‌مان در غرب سوماترا، بنگکولو وپی‌دی در آچه، گرسیک و بانیوانگی و چند نقطهٔ دیگر در جزیرهٔ جاوه، مراسم مختلفی در طول ماه محرم وجود دارد. در جزیرهٔ سوماترا به عزای حسینی ذکر «تابوت» گفته می‌شود و محرم در جزیرهٔ جاوه ماه «سورآ» (عاشورا) و در منطقهٔ آچه در سوماترا «ماه حسن و حسین» و در غرب سوماترا مردم پادانگ در منطقهٔ ۶ سیانگ کابائو آن را ماه «تابوئیک» (تابوت) می‌نامند.

## هنر
هنر نقاشی در بالی هنری دارای سنت و پیشینه است. تماس هنرمندان محلی با سبک نقاشی اروپایی در سده بیستم روی داد. امروزه البته در جاوه مرکزی روش‌های نقش‌پردازی کلاقه‌ای که از روش‌های بسیار قدیمی اندونزیایی است رفته‌رفته کاربردهای بیشتری در نقاشی‌ها پیدا می‌کنند.

## خوراکی‌ها

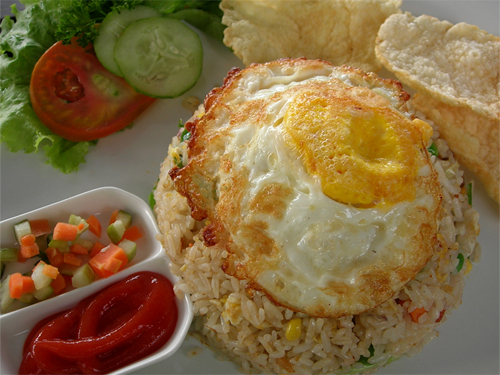
Nasi goreng (برنج سرخ شده)، یکی از محبوب‌ترین غذاهای اندونزی است.

غذاهای اندونزی تحت تأثیر فرهنگ چینی و فرهنگ هندی و همچنین فرهنگ غربی بوده‌است. با این حال، غذاهای اندونزی در غذاهای کشورهای همسایه به ویژه مالزی بسیار محبوب است.

## سینما

### جشنواره فیلم
جشنواره فیلم اندونزی که به اختصار «FFI» نامیده می‌شود، یک مراسم سالیانهٔ اهدای جایزه به برترین دستاوردهای سینمایی در کشور اندونزی است.
این جشنواره در سال ۱۹۵۵ میلادی با عنوانِ «پکان آپره‌سیاسی فیلم ناسیونال» آغاز به کار کرد و سپس از سال ۱۹۷۳ میلادی به «جشنواره فیلم اندونزی» تغییر نام داد. این جایزهٔ سینمایی، معادلِ اندونزیاییِ جایزه اسکار در ایالات متحده آمریکا است.